# Эшторил
Эштори́л (порт. Estoril) — населённый пункт в Португалии, входит в состав объединённой фрегезии Кашкайш-Эшторил, входит в округ Лиссабон. Является составной частью муниципального округа Кашкайш.
В период до административной реформы 2013 года Эшторил был отдельным районом (фрегезией). Он был упразднен в 2013 году, будучи присоединенным к фрегезии Кашкайш.
Эшторил расположен на Лиссабонской Ривьере. В городе расположено известное Казино «Эшторил». На береговой линии рядом с железнодорожной станцией находится пляж Тамариж. Из Эшторила в Кашкайш можно пройти по променаду, вдоль береговой линии и бухты Кашкайш.
В Эшториле проживали королевские семьи и знаменитости. Здесь проводится ряд мероприятий, таких как Estoril Open и кинофестиваль Lisbon & Estoril.

## История

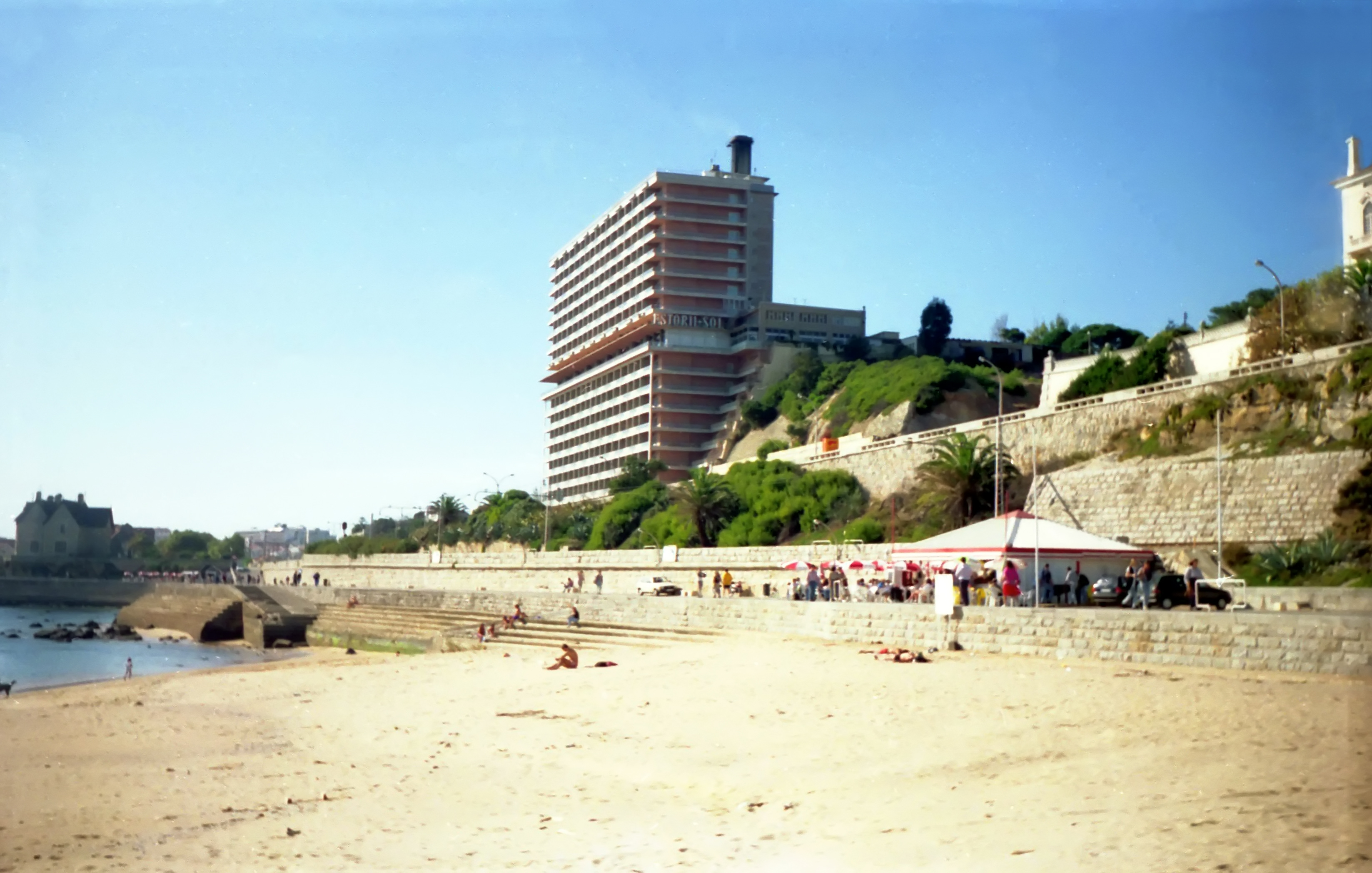
Пятизвёздочный отель Estoril Sol в ноябре 1994 года (к настоящему время отель уже снесён и на его месте выстроен жилой комплекс Estoril Sol Residence)

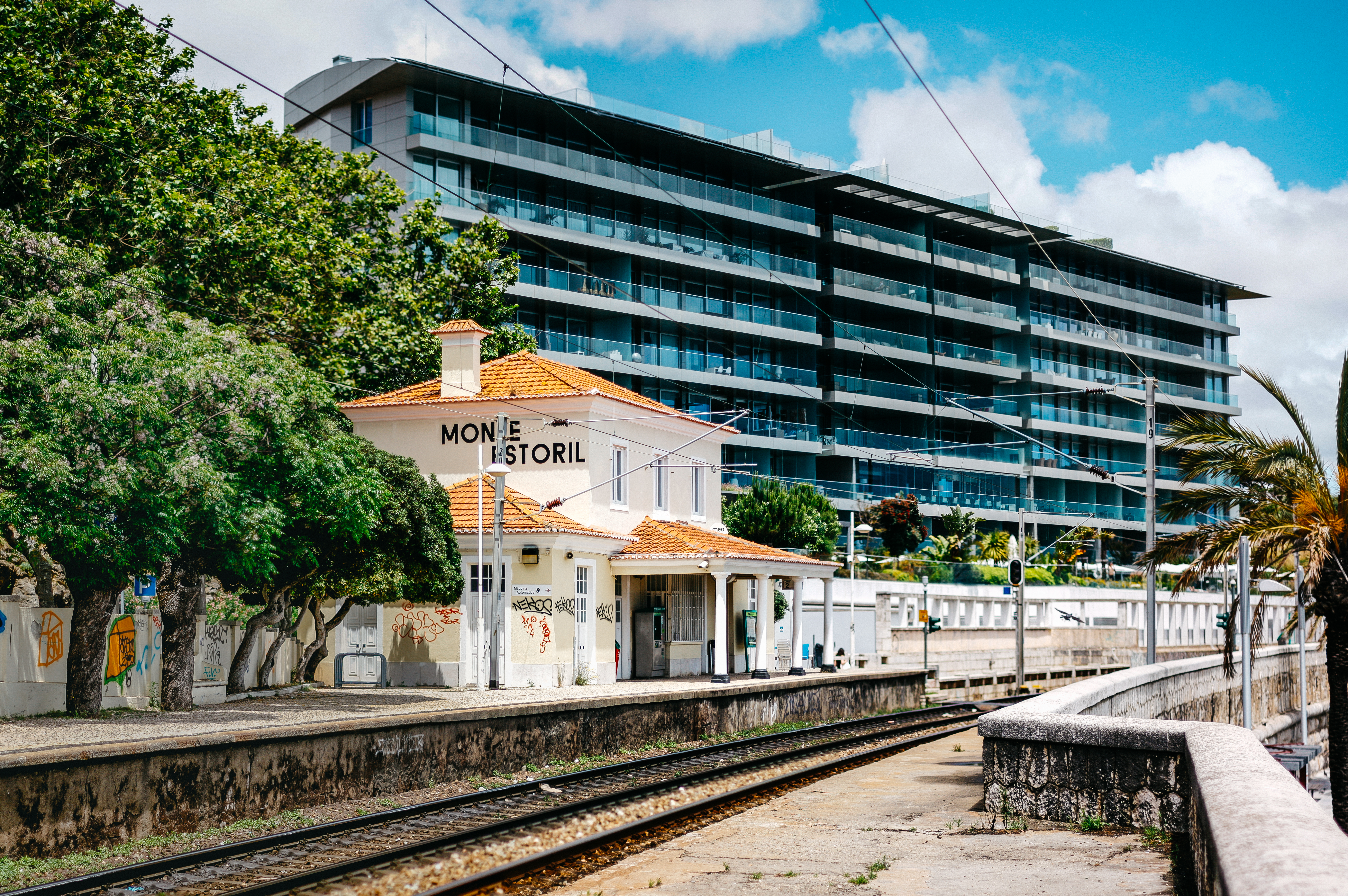
Железнодорожная станция Монте-Эшторил

Первые поселения на месте современного Эшторила появились около 2 тысяч лет назад. 
Долгое время Эшторил был небольшим рыбацким посёлком. В конце XIX — начале XX века произошло превращение Эшторила (и всего Солнечного берега) в крупный туристический центр. Через город проходит шоссе Авенида Маржинал. В Эшториле расположена одноименная железнодорожная станция.
После многолетнего запрета свидетели Иеговы Португалии получили официальную регистрацию в декабре 1974 года и создали в Эшториле филиал своей всемирной организации.
С 2007 по 2010 годы в Эшториле и Лиссабоне проводился фестиваль европейского кино.

## Население и климат
Население — 26 399 человек (2011), площадь — 8,79 км². Расположен на берегу бухты Кашкайш атлантического побережья Португалии, в 15 км от центра Лиссабона. Связан со столицей линией электропоезда.

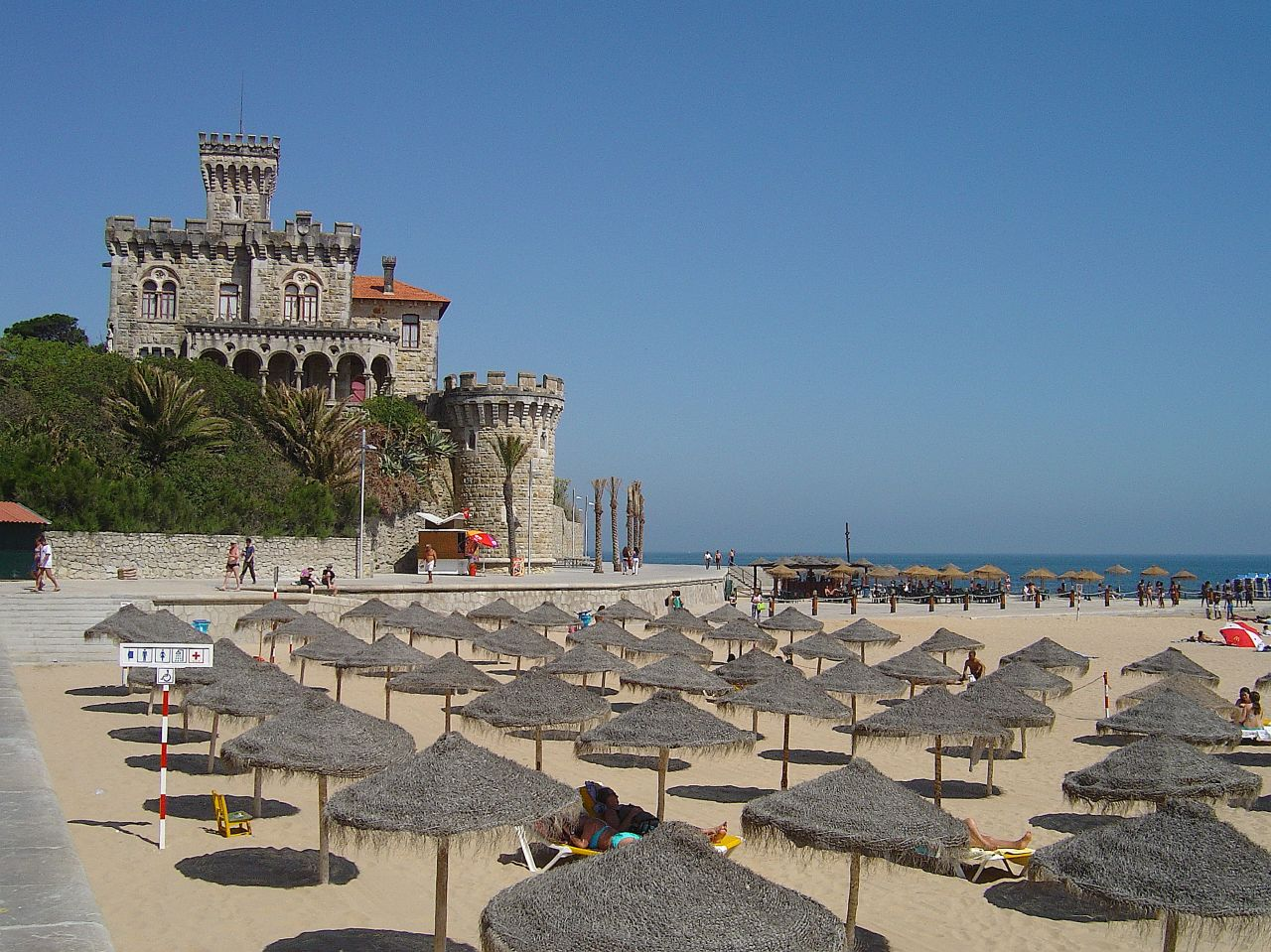
Пляж Тамариш в Эшториле

Климат субтропический, схожий с климатом Лиссабона.

## Достопримечательности

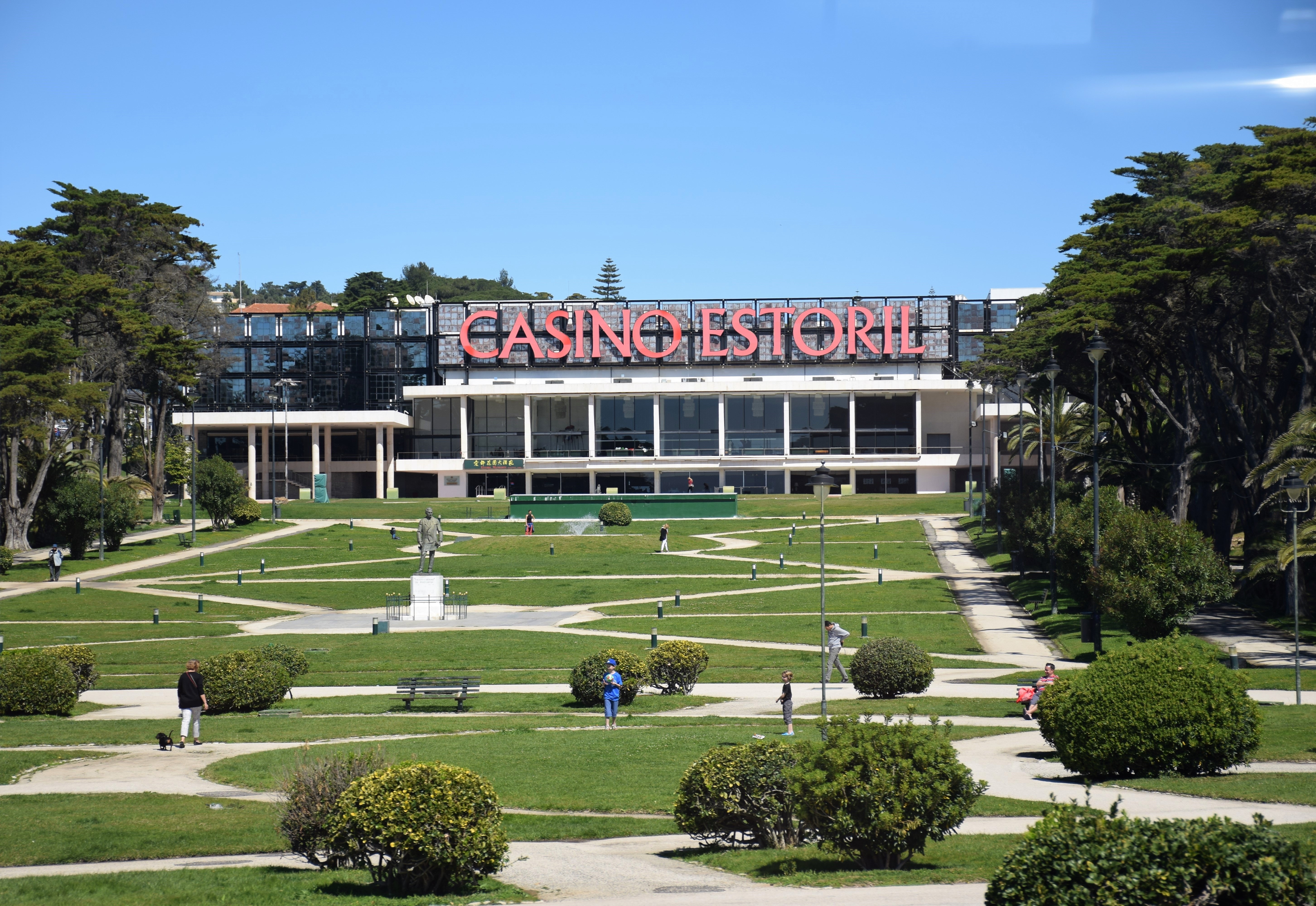
Казино «Эшторил»

Среди посещаемых мест Эшторила — церковь Святого Антония (порт. Igreja Santo António do Estoril), построенная в начале XVI века (была восстановлена после землетрясения 1755 года и пожара 1927 года).
Обнаружены развалины римских особняков, которые датируются началом 1-го тысячелетия н. э.
Казино «Эшторил» считается пятым казино Европы.

## Спорт
Эшторил имеет футбольный и баскетбольный клубы.
В Эшториле с 1990 года проводится теннисный турнир Estoril Open, входящий в ATP-тур и WTA-тур (женский турнир появился в 1998 году, в тур вошёл на следующий год). Победителями мужского турнира были многие известные теннисисты: Серхи Бругера (1991), Андрей Медведев (1993), Томас Мустер (1995, 1996), Алекс Корретха (1997), Карлос Мойя (2000), Хуан Карлос Ферреро (2001), Давид Налбандян (2002, 2006), Николай Давыденко (2003), Новак Джокович (2007), Роджер Федерер (2008) и др.
На горном плато неподалёку от города в 1972 году был построен автодром. В 1984—1996 он принимал «Гран-при Португалии» и весеннюю тренировочную сессию в классе «Формула-1». Сейчас там проводятся только соревнования на автомобилях в младших формулах и MotoGP.

## Известные уроженцы и жители
- Луиза Изабель Альварес де Толедо

Во время и после 2-й мировой войны в Эшториле жили многие известные эмигранты:
- Алехин, Александр Александрович — 4-й чемпион мира по шахматам (умер в Эшториле в 1946);
- Кароль II — король Румынии в 1930—1940 (умер в Эшториле в 1953);
- Хорти, Миклош — регент Венгрии в 1920—1944 (умер в Эшториле в 1957);
- Хуан, граф Барселонский — испанский принц, претендовавший на престол.